# Celama meridionalis
Celama meridionalis är en fjärilsart som beskrevs av Hans Daniel Johan Wallengren 1876. Celama meridionalis ingår i släktet Celama och familjen trågspinnare. Inga underarter finns listade i Catalogue of Life.